# Kordyt

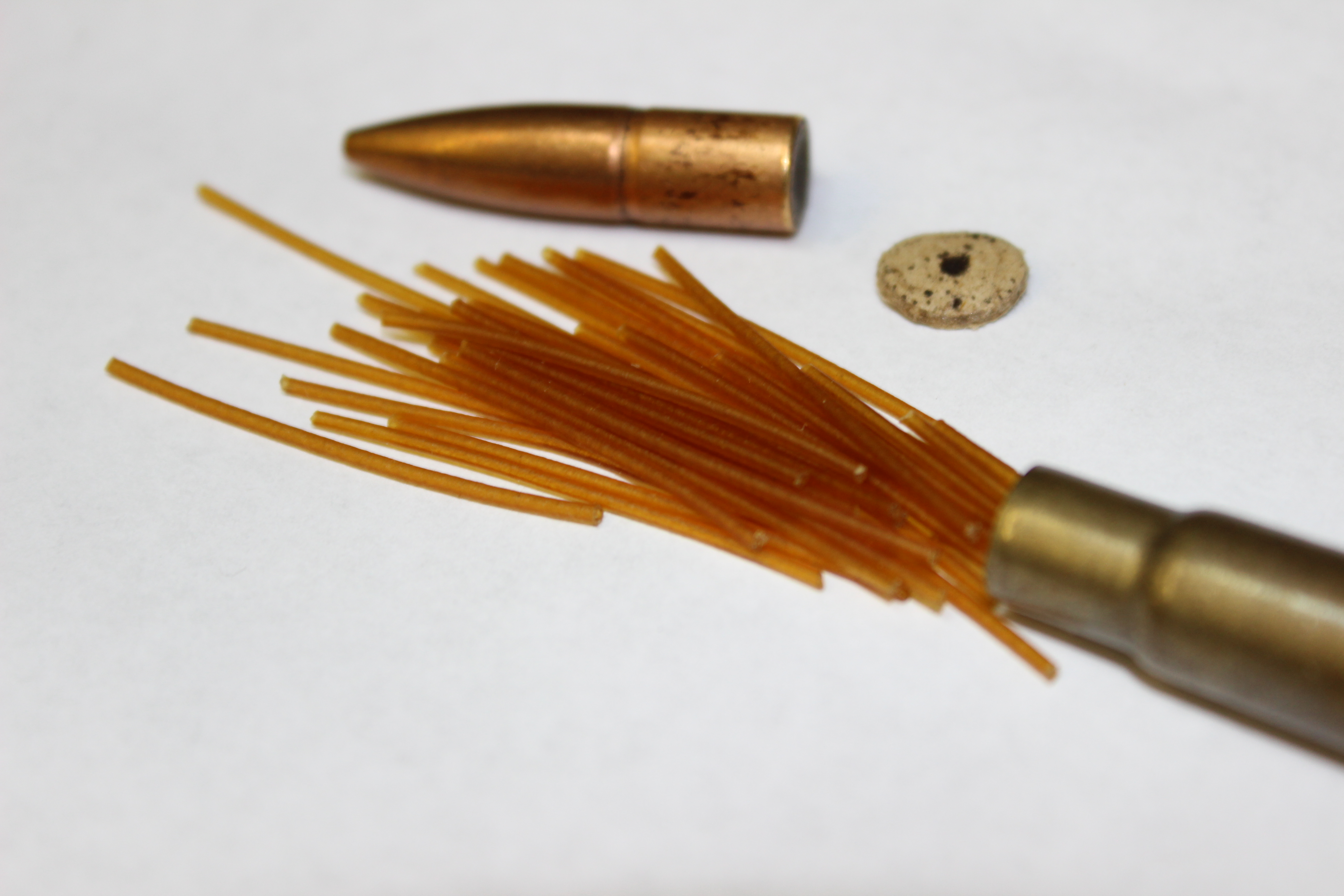
Włókna kordytu stosowane jako materiał miotający w naboju .303 British

Kordyt – rodzaj prochu bezdymnego, stosowany jako materiał miotający. Został wynaleziony przez Fredericka Abla oraz Jamesa Dewara w 1889 roku.
Główne składniki kordytu to nitroceluloza o wysokiej zawartości azotu (12,9–13,3%) oraz nitrogliceryna, która rozpuszcza nitrocelulozę i ją żeluje. Dodatkowo dodaje się plastyfikatory, substancje flegmatyzujące, konserwujące i stabilizujące. Do zmiękczenia (dokończenia procesu żelatynizacji) tak powstałej dość twardej, mało plastycznej masy prochowej stosuje się lotny rozpuszczalnik – aceton, co odróżnia prawdziwy kordyt od zwykłego prochu bezdymnego (nitrocelulozowego), gdzie stosuje się mieszaninę eteru z alkoholem.
Kordyt produkowano i stosowano głównie w Wielkiej Brytanii, szczególnie podczas II wojny światowej, jako proch do broni artyleryjskiej. Typowy kordyt zawiera ok. 58% nitrocelulozy, ok. 30% nitrogliceryny, ok. 3% centralitu, ok. 5,5% dinitrotoluenu, ok. 2% wazeliny i ok. 0,5% wody. Do zmiękczania kordytu dodawano ok. 0,8%–1,5% acetonu, który po nadaniu odpowiedniego kształtu ziarnu prochowemu, powoli usuwano – utwardzając tym samym proch i utrwalając jego strukturę. Obecnie jego znaczenie jako materiału miotającego znacznie zmalało na rzecz balistytów.